# اولگ کیریتسو
اولگ کیریتسو (انگلیسی: Oleg Chiritso؛ زادهٔ ۱ آوریل ۱۹۶۴) وزنه‌بردار اهل بلاروس بود.
وی در مسابقات کشوری و بین‌المللی در مجموع برندهٔ ۱ مدال برنز شده‌است.